# Алдимир (деспот)
Алдимир (болг. Алдимир), также Елтимир (болг. Елтимир) — болгарский феодал, деспот Крынской области (1280/1298—1305). Происходил из половцев. Член династии Тертер. Младший брат царя Георгия Тертера, дядя царя Феодора Светослава. В годы правления своего брата по разным данным или правил Крыном, или находился при дворе. После его отречения отправился в изгнание в Золотую Орду, но затем вернулся и стал близким подручным вдовы царя Смилеца, которой в дальнейшем предоставил политическое убежище, когда власть в стране захватил его племянник Феодор Святослав. При поддержке Византии поднял против него восстание, но был разбит и, возможно, погиб в ходе мятежа.

## В годы правления Георгия и Смилцены
Алдмир и его брат Георгий происходили из половецкой династии Тертер-Оба, принадлежа к болгарской династии Тертеров. Болгарский медиевист Пламен Павлов считает, что их предки нашли себе убежище в Болгарии после 1241 года, покинув Венгерское королевство из-за начавшейся там смуты. Кроме того, Павлов интерпретирует имя Алдимир как произошедшее от куманского выражения «раскалённое железо». Данная версия распространена и среди других исследователей, которые полагают также, что это может быть производное от общетюркских слов «ал» — «алый» и «демир»/«темир» — «железо». Впрочем, это не единственная версия его происхождения. Несмотря на экстралингвистические указания, по мнению Ю. Заимова данное имя было получено путём изменения имён Владимир или Радомир, лингвист Н. Ковачев полагает, что имя может означать «железная рука», хотя возможно, что это предположение верно не для имени Алдимир, а для имени Эльтимир. Известно и то, что в тюркских именах есть вариант имени Ильтимер.
После вступления в 1280 году брата Адлимира на болгарский престол его значение при дворе резко возросло. По мнению американского историка Джона Файна, для укрепления своих позиций Георгий в том же году присвоил ему высокий титул деспота Крынской области. В то же время Павлов считает, что Алдимир получил свой деспотат лишь в 1298 году, то есть уже после отречения брата.
В отличие от соседнего Смилецкого княжества в Копсисе, которое подняла восстание против владычества Георгия, Алдимир остался верен царю Болгарии и следил за тем, чтобы его удел сохранял связи со столицей Тырново. По словам Файна, он правил землями от современного Сливена на востоке до Казанлыка или Карлово на западе, к югу от Балканских гор. Столицей деспотата являлась крепость Крын в долине Роз.
После отречения Георгия от престола в 1292 году Алдмир отправился в изгнание. Возможно, изначально он последовал за своим братом в Византию, но затем поселился в землях Золотой Орды. В 1298 году, после окончания правления царя Смилеца, с согласия степняков, Адмирир вернулся в Болгарию. Страна на тот момент находилась под властью регентского совета во главе со вдовой Смилеца и матерью малолетнего царя Ивана Асеня II Смилценой из династии Палеологов. Алдмир поклялся женщине в верности, и она даровала ему удел к югу от Балканских гор со столицей в Крыне (либо, по словам Файна, вернула ему прежний удел, которым он правил в годы владычества брата в Болгарии). Чтобы окончательно закрепить союз с царским домом, Адмимир женился на дочери Смилцены Марине. По мнению Дж. В. А. Файна, это произошло в конце 1298 года.
Назначив Алдимира деспотом, Смилцена позаботилась о том, чтобы его земли были лучше защищены от братьев Смилеца, Радослава и Войсила. Они, будучи изгнанниками в Византии, имели претензии на болгарский престол или, по крайней мере, желали заполучить свои бывшие владения. Во время фактического правления Смилцены Алдимир был одним из самых влиятельных людей в царстве. Византийский государственный деятель Феодор Метохит называет этого «скифского авантюриста» «правой рукой царицы». Столь высокое положение «не оставляет сомнений» в том, что он оказался вовлечён в бесплодные переговоры 1299 года между Болгарией и Сербией, направленные на достижения союза против Византии. По мнению Павлова, идея данного союза и вовсе была предложена самим Алдимиром.

## В годы правления Феодора Святослава
В 1299 году, вступив в союз с татаро-монголами Золотой Орды, сын Георгия и племянник Алдимира, законный наследник болгарского престола Феодор Святослав вторгся в земли царства. Весть об этом вторжении заставила Смилцену и её сына Ивана бежать в земли Крына ещё до того, как войска Феодора достигли столицы. Алдимир дал им убежище, хотя он явно был не против правления своего недавно коронованного племянника. В 1300 году брат Смилеца Радослав, получивший титул севастократора, возглавил поход византийской армии против Болгарии, направившись к столице Алдимира. Его подробности неизвестны, но для Радослава попытка овладеть землями Болгарии окончилась катастрофой: Алдимир взял его в плен, ослепил и выслал в Фессалоники, в то время как его полководцев деспот отправил к Феодору. Этим поступком Алдимир выразил свою покорность царю, который принял дар и вознаградил деспота, расширив его владения, которые теперь включали в себя крепости Ямбол и Лардея около современного Карнобата.
Хотя номинально Алдимир оставался лояльным Феодору Святославу, присутствие при его дворе Смилцены и Ивана, претендентов на болгарский престол, царь мог воспринять как угрозу своему правлению. Кроме того, у Алдимира могло появиться желание самому взойти на трон, на который он имел формальные претензии как брат отрёкшегося монарха. После победы Феодора над Византией в битве при Скафиде 1304 года греки обратились к деспоту с предложением об союзе. Изначально Алдимир отнёсся к нему со скепсисом, а войска Византии, которые перешли границы его владений, называл врагами. К концу 1305 года его отношение резко изменилось, и Алдимир перешёл на сторону Византии. Причиной, вероятно, стало возвращение крепостей, дарованных в 1300 году, под власть царя и сужение границ деспотата до прежних размеров. Но совладать с болгарской армией объединённые силы не смогли. В том же году Феодор вернул Крын под свой личный контроль, вновь покорив удел.
Историки предполагают, что в ходе этого противостояния Алдимир мог быть убит, поскольку в позднейших источниках не существует упоминания его деятельности, однако точных данных о дате его смерти нет. Вдове Алдимира Марии и его сыну Ивану удалось бежать в Сербию, где жила сестра Марии Теодора, выданная замуж за князя Стефана Дечанского. Иван стал сербским подданным, и король Стефан Душан даровал ему должность князя Македонии. Он скончался до 1340 года и был похоронен в Полошском монастыре близ Кавадарци вместе с матерью, так и не вернувшись в Болгарию.

### Комментарии
1. ↑  Под таким именем (греч. Ἐλτιμηρῆς) он фигурирует в византийских источниках, в то время как болгарское имя Алдимир указано в эпитафии на могиле его сына Ивана Драгушина[3].
2. ↑  Византийская историография была полностью сфокусирована на архаичном знании, в связи с чем хронисты и историки по традиции называли кочевников-тюрков V—XV веков скифами и гуннами вне зависимости от реальной национальной принадлежности[9].